# Głębocko (województwo wielkopolskie)
Głębocko – wieś sołecka w Polsce położona w województwie wielkopolskim, w powiecie poznańskim, w gminie Murowana Goślina.

## Historia
Miejscowość ta nazywana była w przeszłości Holendrami Głębockimi. Zamieszkiwali ją w dużym stopniu Niemcy (pozostałością tej społeczności są resztki cmentarza ewangelickiego). Zdrobniałe nazwy dla osad poholenderskich, czyli olędrów, zostały wprowadzone po I wojnie światowej. Według danych z 1841 właścicielem Głębocka był Ferdynand Luter. W latach 1975–1998 miejscowość administracyjnie należała do województwa poznańskiego.